# Сезон ФК «Карпати» (Львів) 1978
| «Карпати» (Львів) у сезоні 1978 | «Карпати» (Львів) у сезоні 1978      |
| ------------------------------- | ------------------------------------ |
| Ліга                            | Перша ліга                           |
| Місце в лізі                    | 4                                    |
| Раунд у Кубку                   | 1/16                                 |
| Старший тренер                  | Ернест Юст (до вересня) Іштван Секеч |
| Тренер                          | Борис Рассихін                       |
| Начальник команди               | І. С. Янбухтін                       |
| Стадіон                         | «Дружба» (Львів)                     |
| Капітан                         |                                      |
| Найбільше матчів у лізі         | Андрій Баль — 38                     |
| Найкращий бомбардир у лізі      | Степан Юрчишин — 13                  |

Сезон «Карпат» (Львів) 1978 — сімнадцятий сезон «Карпат» (Львів). Команда у першій лізі посіла 4-е місце серед 20 команд, у Кубку СРСР в 1/16 фіналу поступилася в за результатами двох матчів ленінградському «Зеніту» 1:2 (1:1 — в гостях і 0:1 на власному полі).

## Головні події
Тільки в останньому поєдинку, в якому «Карпати» у Мінську поступилися господарям, вирішилася доля трьох путівок у вищу лігу. «Динамо» обійшло «Карпати» на одне очко. З команди пішов Ернест Юст, з іменем якого були пов'язані попередні успіхи «Карпат».

## Чемпіонат
| Місце | Клуб                         | «Карпати» — клуб | «Карпати» — клуб | І  | В  | Н  | П  | М     | О  |
| Місце | Клуб                         | удома            | у гостях         | І  | В  | Н  | П  | М     | О  |
| ----- | ---------------------------- | ---------------- | ---------------- | -- | -- | -- | -- | ----- | -- |
| 1.    | «Крила Рад» (Куйбишев)       | 0:0              | 0:0              | 38 | 21 | 14 | 3  | 59-25 | 56 |
| 2.    | СКА (Ростов-на-Дону)         | 3:3              | 1:2              | 38 | 20 | 14 | 4  | 64-35 | 54 |
| 3.    | «Динамо» (Мінськ)            | 2:0              | 0:3              | 38 | 21 | 11 | 6  | 57-28 | 53 |
| 4.    | «Карпати» (Львів)            |                  |                  | 38 | 21 | 10 | 7  | 60-37 | 52 |
| 5.    | «Терек» (Грозний)            | 1:1              | 2:2              | 38 | 16 | 9  | 13 | 56-56 | 41 |
| 6.    | «Кубань» (Краснодар)         | 1:0              | 1:0              | 38 | 16 | 9  | 13 | 51-46 | 41 |
| 7.    | «Жальгіріс» (Вільнюс)        | 2:0              | 1:1              | 38 | 11 | 19 | 8  | 38-37 | 41 |
| 8.    | «Таврія» (Сімферополь)       | 1:0              | 1:0              | 38 | 14 | 12 | 12 | 48-38 | 40 |
| 9.    | «Торпедо» (Кутаїсі)          | 1:0              | 0:2              | 38 | 14 | 9  | 15 | 44-41 | 37 |
| 10.   | «Ністу» (Кишинів)            | 2:1              | 0:1              | 38 | 13 | 11 | 14 | 42-40 | 37 |
| 11.   | СКА (Одеса)                  | 2:1              | 1:2              | 38 | 12 | 10 | 16 | 42-51 | 34 |
| 12.   | «Шинник» (Ярославль)         | 2:0              | 3:1              | 38 | 12 | 10 | 16 | 37-42 | 34 |
| 13.   | «Памір» (Душанбе)            | 0:0              | 2:2              | 38 | 10 | 14 | 14 | 47-41 | 34 |
| 14.   | «Металург» (Запоріжжя)       | 3:2              | 1:1              | 38 | 10 | 14 | 14 | 39-47 | 34 |
| 15.   | «Спартак» (Івано-Франківськ) | 3:0              | 3:2              | 38 | 13 | 6  | 19 | 43-58 | 32 |
| 16.   | «Кузбас» (Кемерово)          | 3:1              | 0:2              | 38 | 12 | 7  | 19 | 38-54 | 31 |
| 17.   | «Уралмаш» (Свердловськ)      | 2:0              | 2:0              | 38 | 10 | 11 | 17 | 31-50 | 31 |
| 18.   | «Спартак» (Орджонікідзе)     | 2:1              | 0:0              | 38 | 10 | 8  | 20 | 30-50 | 28 |
| 19.   | «Динамо» (Ленінград)         | 5:2              | 6:2              | 38 | 7  | 13 | 18 | 47-65 | 27 |
| 20.   | «Колхозчі» (Ашхабад)         | 1:0              | 0:2              | 38 | 7  | 9  | 22 | 27-60 | 23 |

### Статистика гравців
У чемпіонаті за клуб виступали 19 гравців:
| Футболіст           | Дата народження   | Ігри     | Голи     |
| Воротарі            | Воротарі          | Воротарі | Воротарі |
| ------------------- | ----------------- | -------- | -------- |
| Олексій Швойницький | 28 жовтня 1956    | 24       |          |
| Сергій Страшненко   | 3 вересня 1953    | 18       |          |
| Захисники           |                   |          |          |
| Олег Родін          | 6 квітня 1956     | 37       | 1        |
| Юрій Суслопаров     | 14 серпня 1958    | 37       |          |
| Роман Риф'як        | 19 жовтня 1952    | 25       |          |
| Василь Щербей       | 14 серпня 1955    | 25       |          |
| Юрій Бондаренко     | 6 жовтня 1949     | 24       | 2        |
| Федір Чорба         | 24 січня 1946     | 17       | 4        |
| Анатолій Саулевич   | 26 березня 1959   | 9        | 1        |
| Півзахисники        |                   |          |          |
| Андрій Баль         | 16 лютого 1958    | 38       | 1        |
| Лев Броварський     | 30 листопада 1948 | 32       | 6        |
| Ярослав Думанський  | 4 серпня 1959     | 32       | 8        |
| Юрій Сафронов       | 22 лютого 1956    | 24       | 1        |
| Юрій Дубровний      | 15 квітня 1954    | 21       | 1        |
| Нападники           |                   |          |          |
| Григорій Батич      | 8 лютого 1958     | 32       | 9        |
| Степан Юрчишин      | 28 серпня 1957    | 32       | 13       |
| Володимир Данилюк   | 4 липня 1947      | 27       | 5        |
| Юрій Цимбалюк       | 22 січня 1953     | 21       | 7        |
| Едвард Козинкевич   | 23 травня 1949    | 7        |          |

Один гол у власні ворота забив гравець ленінградського «Динамо» Савченков.

## Кубок СРСР
| Етап | Дата                 | Господар             | Рахунок | Гість             | Матч 1 | Матч 2 |
| ---- | -------------------- | -------------------- | ------- | ----------------- | ------ | ------ |
| 1/32 | 10 і 14 березня 1978 | «Динамо» (Ленінград) | 0:4     | «Карпати» (Львів) | 0:1    | 0:3    |
| 1/16 | 18 і 24 березня 1978 | «Зеніт» (Ленінград)  | 2:1     | «Карпати» (Львів) | 1:1    | 1:0    |